# Дуейр-Руслан
Дуейр-Руслан (араб. دوير رسلان) — село в Сирії. Знаходиться в провінції Тартус, у районі Дрейкіш. Є центром однойменної нохії.
| Сирія | Це незавершена стаття з географії Сирії. Ви можете допомогти проєкту, виправивши або дописавши її. |